# Mörklången
Mörklången är en sjö i Boxholms kommun i Östergötland och ingår i Motala ströms huvudavrinningsområde.